# Nieuwstraat (Aalst)
De Nieuwstraat is een belangrijke straat in het centrum van de stad Aalst. Ze verbindt de Grote Markt met de Hopmarkt en het Vredeplein; waar ze zich voortzet als Vlaanderenstraat en later Gentsestraat.

## Geschiedenis
Deze straat werd reeds vermeld in 1248 en was toen al een van de belangrijkste straten die ontsprongen aan de Grote Markt en een uitvalsweg naar Gent. Hoewel er vanouds een veelheid aan bewoners en bedrijven in deze straat te vinden was, vormde de gegoede burgerij een belangrijk aandeel van de bewoners. Hiervan getuigen nog diverse voorname huizen in de straat.
Een van de pleinen aan de straat is de Hopmarkt, vroeger Veemarkt genaamd, en vergroot toen in 1840 het Klein Vleeshuis werd afgebroken.
Een afspanning, De Drie coninghen genaamd, stond vanouds op de hoek Nieuwmarkt/Hopmarkt. Deze werd in 1573 voor het eerst vermeld en deed dienst tot 1869, toen ze werd afgebroken en vervangen door een neoclassicistisch postkantoor dat op zijn beurt door een moderner gebouw van de Belgische Posterijen werd vervangen.
Geleidelijk aan nam de winkelfunctie van de straat in belang toe, en uiteindelijk werd het één der belangrijkste winkelstraten van de stad. In 2009-2010 werd de straat geheel vernieuwd en is nu een autovrije voetgangersstraat. Afgezien van de winkelpuien en een enkel grootschalig warenhuisgebouw, zijn er diverse 19e-eeuwse puien met lijstgevel en ook gebouwen in eclectische stijl uit het begin van de 20e eeuw te zien.

## Galerij

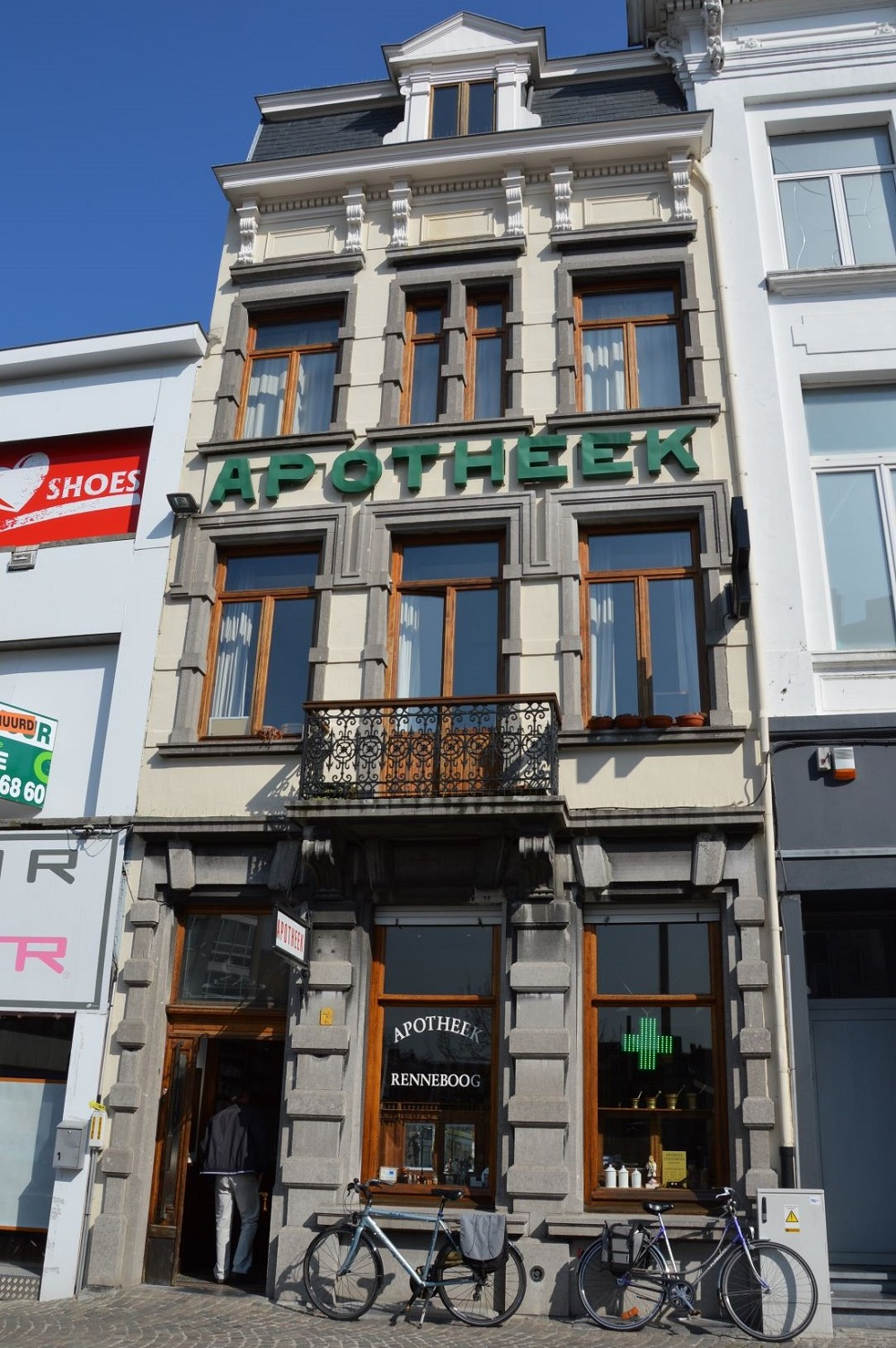
Apotheek Renneboog in de Nieuwstraat. Onroerend erfgoed.
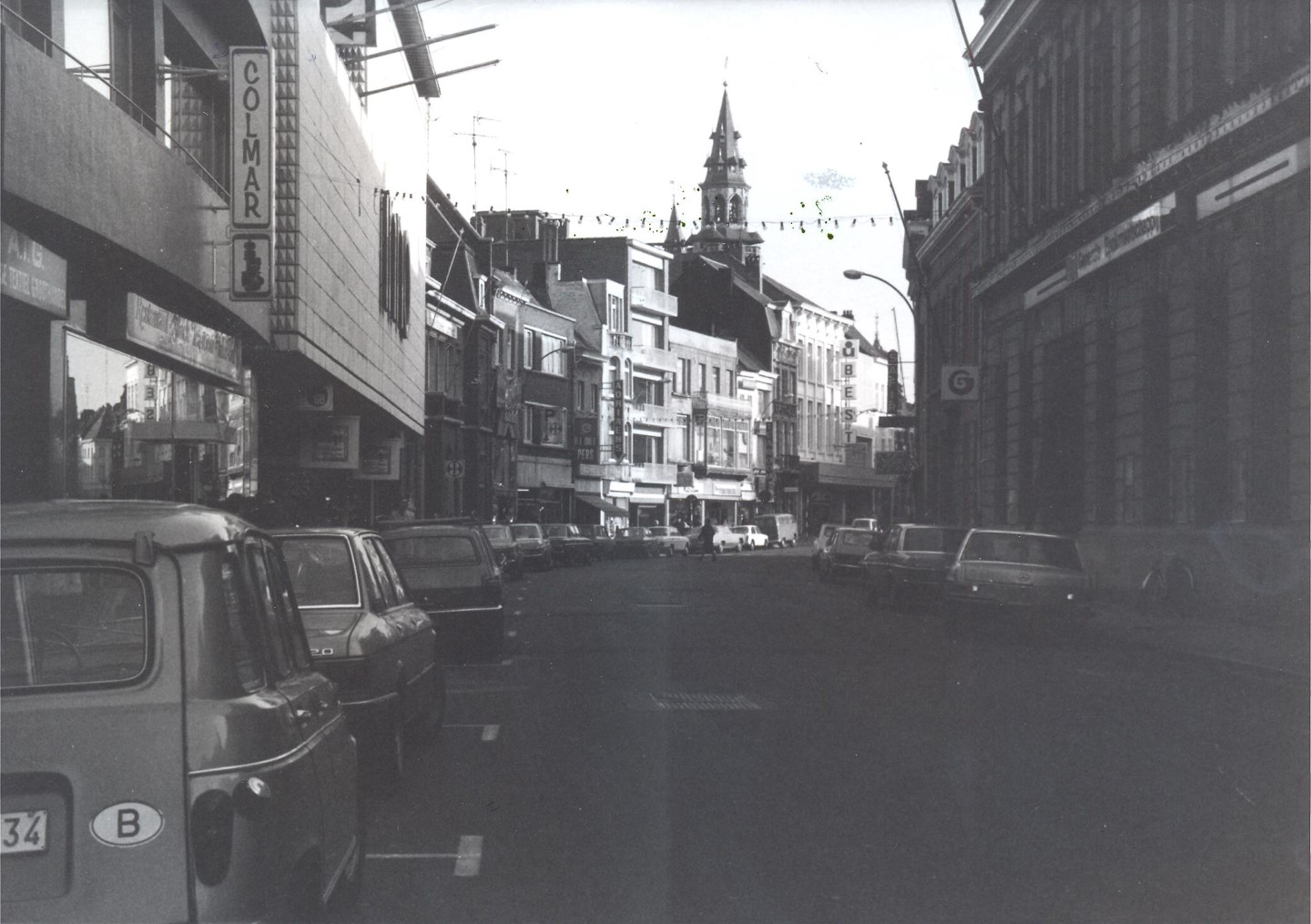
De Nieuwstraat in 1977.
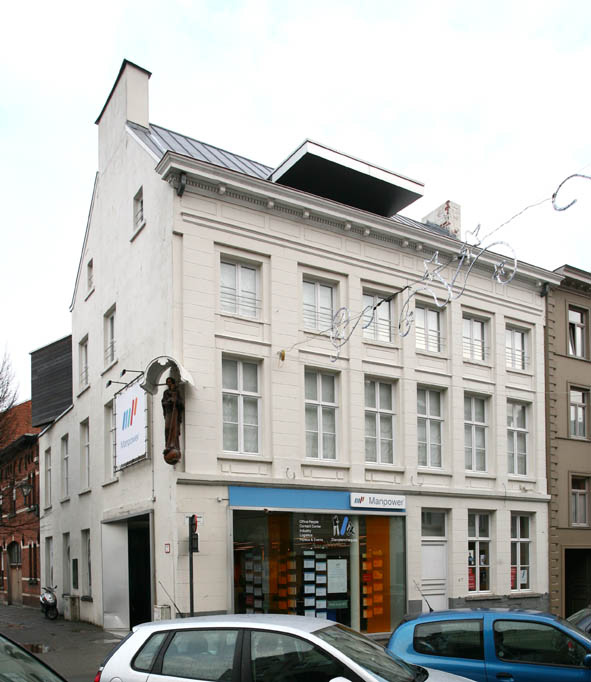
Hoekhuis, onroerend erfgoed, gefotografeerd in 2008.
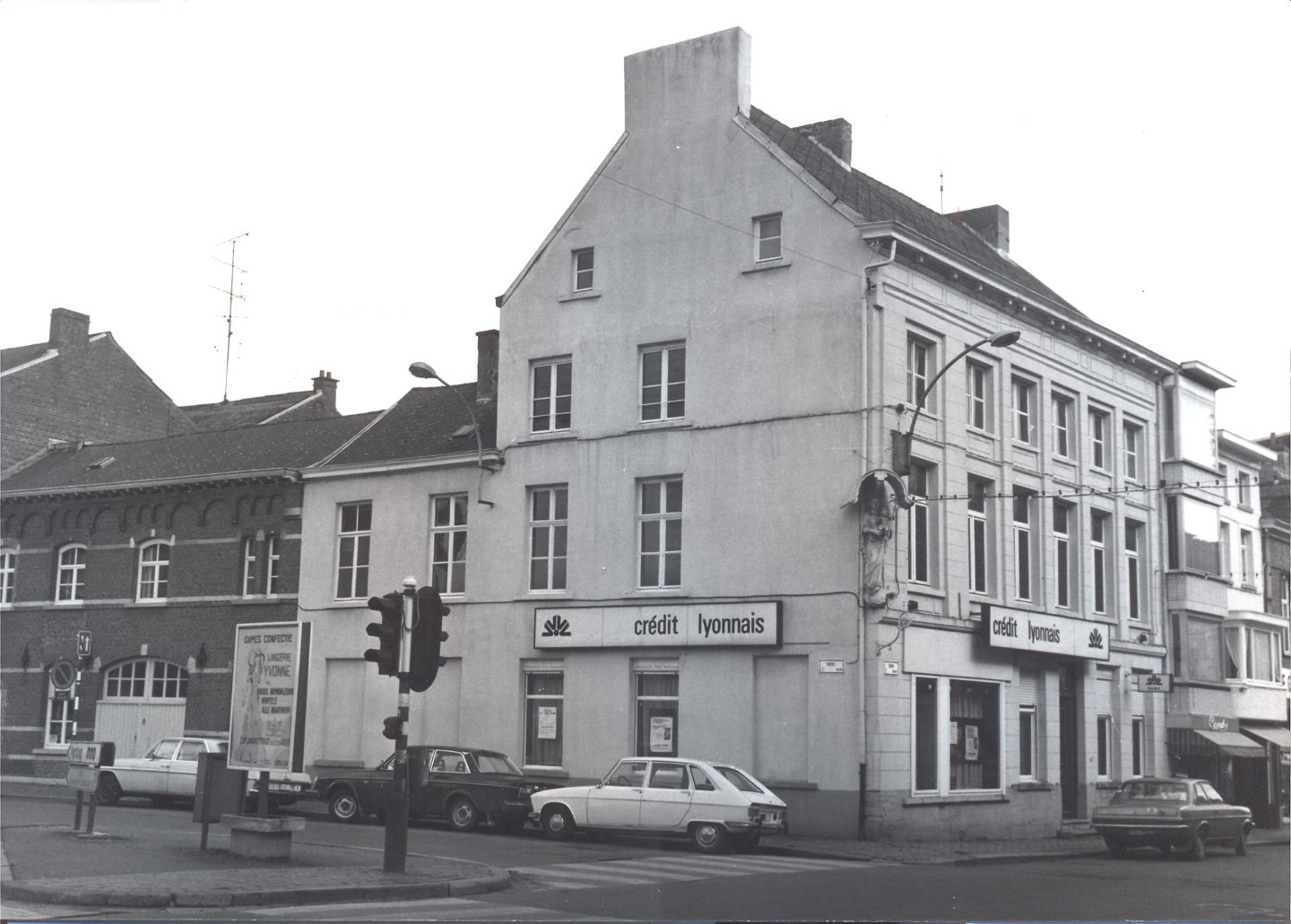
Onroerend erfgoed hoekhuis, gefotografeerd in 1978. Toen was de bank Crédit Lyonnais er gevestigd.
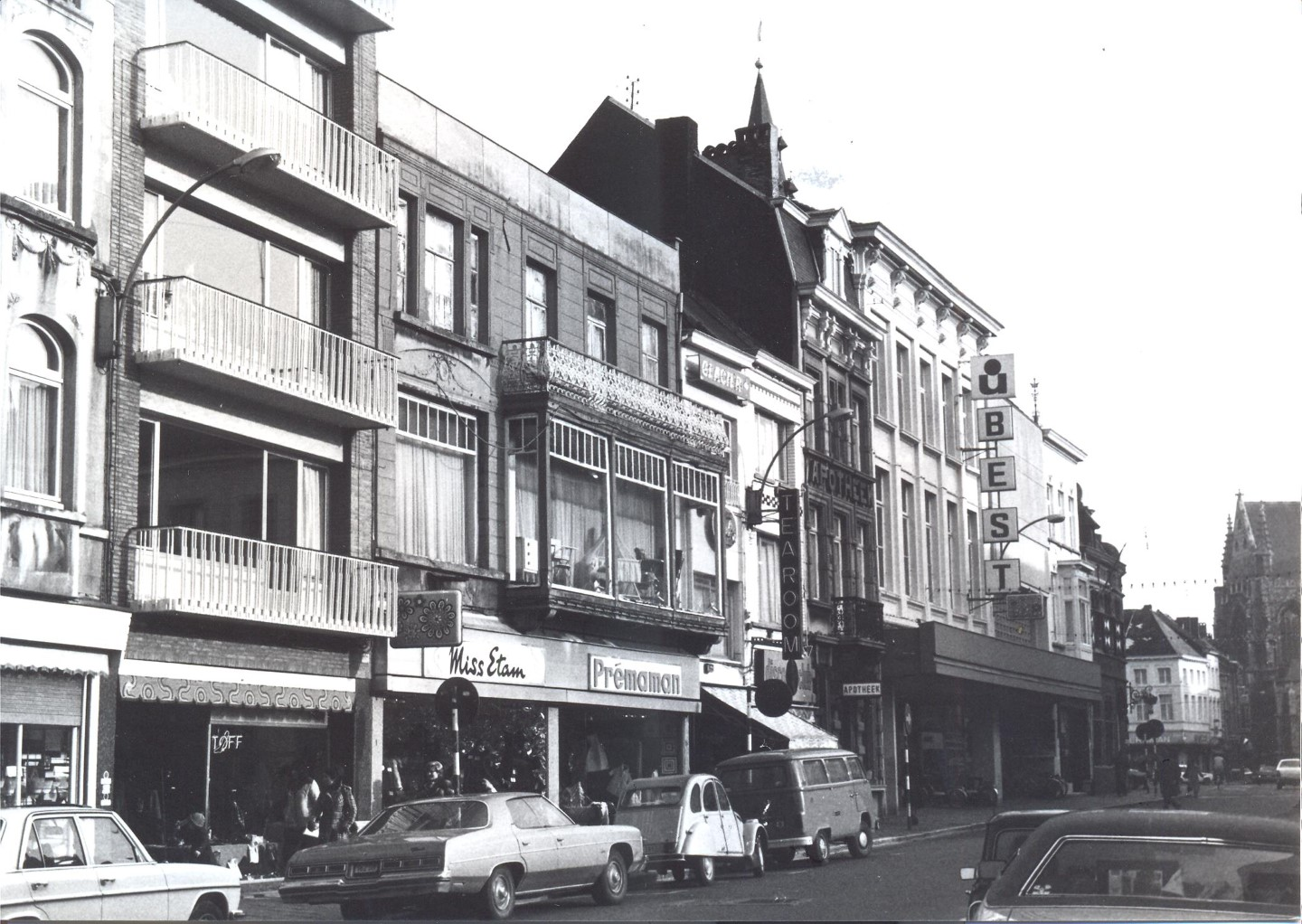
In 1977.